# Parti populaire des Asturies
Le Parti populaire des Asturies (en espagnol : Partido Popular de Asturias, PP Asturias) est la fédération territoriale du Parti populaire (PP) en Asturies.
Issu de l'Alliance populaire (AP), le PP Asturias a passé la plus grande partie de son histoire dans l'opposition. Il conquiert le pouvoir en 1995 mais le perd en cours de législature, en raison de tensions internes. Au niveau municipal, il a fréquemment gouverné Oviedo, la capitale de la communauté autonome.

## Présidents
| Titulaire                                                   | Dates                                                          | Fonction                                               |
| ----------------------------------------------------------- | -------------------------------------------------------------- | ------------------------------------------------------ |
| Isidro Fernández Rozada (es)                                | 26 janvier 1991 – 9 octobre 1999 (8 ans, 8 mois et 13 jours)   |                                                        |
| Ovidio Sánchez                                              | 9 octobre 1999 – 14 février 2012 (12 ans, 4 mois et 5 jours)   | Président de la Junte générale (1995-1999)             |
| Mercedes Fernández (es),                                    | 14 février 2012 – 23 septembre 2019 (7 ans, 7 mois et 9 jours) | Déléguée du gouvernement dans les Asturies (2000-2004) |
| Vacance de la présidence.                                   |                                                                |                                                        |
| María Teresa Mallada (es),                                  | 20 octobre 2020 – 2 novembre 2022 (2 ans et 13 jours)          |                                                        |
| Le secrétaire général, Álvaro Queipo (es), assure l'intérim |                                                                |                                                        |
| Álvaro Queipo (es)                                          | depuis le 18 novembre 2023 (1 an, 8 mois et 4 jours)           |                                                        |

## Résultats électoraux

### Junte générale
| Année | Chef de file                 | Voix    | %        | #      | Sièges  | Gouvernement                                 |
| ----- | ---------------------------- | ------- | -------- | ------ | ------- | -------------------------------------------- |
| 1991  | Isidro Fernández Rozada (es) | 161 703 | 30,40    | 2e     | 15 / 45 | Opposition                                   |
| 1995  | Sergio Marqués               | 272 495 | 42,00 () | 1er () | 21 / 45 | Marqués (1995-1998) ; opposition (1998-1999) |
| 1999  | Ovidio Sánchez               | 200 164 | 32,31 () | 2e ()  | 15 / 45 | Opposition                                   |
| 2003  | Ovidio Sánchez               | 242 396 | 39,18 () | 2e ()  | 19 / 45 | Opposition                                   |
| 2007  | Ovidio Sánchez               | 248 907 | 41,50 () | 2e ()  | 20 / 45 | Opposition                                   |
| 2011  | Isabel Pérez-Espinosa (es)   | 119 767 | 20,48 () | 3e ()  | 10 / 45 | Opposition                                   |
| 2012  | Mercedes Fernández (es)      | 108 111 | 21,53 () | 3e ()  | 10 / 45 | Opposition                                   |
| 2015  | Mercedes Fernández (es)      | 117 319 | 21,59 () | 2e ()  | 11 / 45 | Opposition                                   |
| 2019  | María Teresa Mallada (es)    | 92 330  | 17,55 () | 2e ()  | 10 / 45 | Opposition                                   |
| 2023  | Diego Canga (es)             | 175 131 | 32,61 () | 2e ()  | 17 / 45 | Opposition                                   |

## Identité visuelle

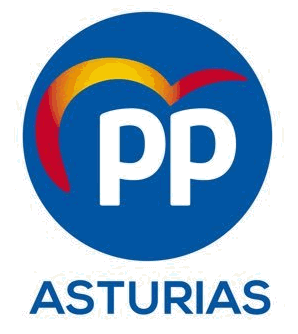
Logo de 2019 à 2022.
Logo depuis 2022.